# Сингаевский, Семён Фёдорович
Семён Фёдорович Сингаевский (12.5.1914, Житомирская область — 11.4.1944, Тернопольская область) — командир 685-го лёгкого артиллерийского полка, 15-й лёгкой артиллерийской бригады, 3-й артиллерийской дивизии прорыва резерва Верховного Главнокомандования, 1-й гвардейской армии, 1-го Украинского фронта, подполковник. Герой Советского Союза

## Биография
Родился 12 мая 1914 года в селе Лутовка ныне Радомышльского района Житомирской области. В 1933 году призван в ряды Красной Армии. В 1936 году окончил Киевскую артиллерийскую школу. Участник боёв в районе озера Хасан в 1938 году. В 1939 году поступил в Артиллерийскую академию, по окончании которой направлен в Дальневосточный военный округ. В боях Великой Отечественной войны с июня 1941 года. Воевал на Западном и 1-м Украинском фронтах.
Указом Президиума Верховного Совета СССР от 23 сентября 1944 года за личную храбрость, самоотверженность и героизм, проявленные в боях с гитлеровскими захватчиками, подполковнику Семёну Фёдоровичу Сингаевскому посмертно присвоено звание Героя Советского Союза.
Награждён орденами Ленина, Красного Знамени, Александра Невского, Красной Звезды, медалями.